# Delingha
Delingha (德令哈市S, DélìnghāP) è una città-contea della Cina, situata nella provincia di Qinghai e amministrata dalla prefettura autonoma mongola e tibetana di Haixi.